# Årsunda
Årsunda est un village de Suède dans la commune de Sandviken, dans le comté de Gävleborg. Elle est située dans une zone agricole au sud du lac Storsjön. Elle est sur la route départementale 272, et comprend les localités de Berga, Vida, Lund Hedkarby, Fänja, Sjövik, et Sörby.
Sa population était de 1 060 habitants en 2019.

## Histoire
L'église paroissiale d'Årsunda a été construite vers 1450 mais remonte au XIIIe siècle. Dans l'armurerie de l'église se trouve une pierre runique portant une croix chrétienne, ce qui suggère qu'il y avait une église plus ancienne sur le même site.
Un cimetière avec 90 tombes datant principalement de la période viking se trouve dans le village. À Årsunda, il y a aussi une ferme viking reconstituée appelée Årsjögård avec un certain nombre de bâtiments, des pierres runiques (nouvellement fabriquées), un site de culte et un site de fabrication de fer, etc. 